# Đây thôn Vĩ Dạ
Đây thôn Vĩ Dạ là bài thơ do thi sĩ Hàn Mặc Tử sáng tác vào khoảng năm 1938, in lần đầu trong tập Thơ Điên (về sau đổi tên thành Đau thương).
Hiện nay, bài thơ này được nhiều người cho là "một kiệt tác của Hàn Mặc Tử và cũng là một trong những thi phẩm xuất sắc của thơ Việt Nam hiện đại."

## Hoàn cảnh sáng tác
Bài thơ lúc đầu có tên là Ở đây thôn Vĩ. Theo một số tài liệu, bài thơ được gợi cảm hứng từ mối tình của Hàn Mặc Tử với một cô gái vốn quê ở thôn Vĩ Dạ.

Theo Nguyễn Bá Tín, em ruột nhà thơ Hàn Mặc Tử
| “ | Năm 1938, Hoàng Cúc nhận được hung tin nói trên từ Hoàng Tùng Ngâm. Nàng chuẩn bị một số tiền định gửi cho Hàn Mặc Tử uống thuốc nhưng không dám gửi. Nàng bèn gửi cho Hàn Mặc Tử một bức ảnh chụp cảnh nàng mặc áo lụa dài trắng đứng dưới vòm cây xanh mát. Nhận được ảnh, Hàn Mặc Tử rất vui. Chàng liền làm ngay bài thơ Đây thôn Vĩ Dạ gửi ra Huế cho Hoàng Cúc... | ” |

GS. Nguyễn Đăng Mạnh cho biết:
| “ | Hồi làm nhân viên ở sở đạc điền Quy Nhơn, Hàn Mặc Tử có thầm yêu trộm nhớ đơn phương một cô gái người Huế tên là Hoàng Thị Kim Cúc, con ông chủ sở. Một thời gian sau, nhà thơ vào Sài Gòn làm báo, khi trở lại Quy Nhơn thì cô gái đã theo gia đình về Vỹ Dạ (Huế). Một buổi kia, cô Cúc do sự gợi ý của một người em thúc bá, bạn của Hàn Mặc Tử, gửi vào cho nhà thơ một tấm bưu ảnh chụp một phong cảnh sông nước có thuyền và bến, kèm theo mấy lời thăm hỏi để an ủi nhà thơ lúc này đã mắc hiểm nghèo (Bệnh phong). Lời thăm hỏi không ký tên, nhưng bức ảnh và những dòng chữ kia đã kích thích trí tưởng tượng, cảm hứng, và đã gợi dậy những gì thầm kín xa xưa của Hàn Mặc Tử... | ” |

Điều này cũng được khẳng định theo tư liệu gia đình bà Kim Cúc, trong thư gửi Quách Tấn (người bạn của Hàn Mặc Tử) đề ngày 15 tháng 4 năm 1971, bà nói rõ:
| “ | Thưa ông, bức ảnh đó chỉ là bức ảnh phong cảnh, chụp ảnh hoàng hôn mua ở phố. Trong ảnh không có cô gái nào khác ngoài cô chèo đò. Cô gái mà ông hỏi đó là do sức tưởng tượng của thi nhân... Ngoài trừ bức ảnh phong cảnh đó và bài thơ Đây thôn Vỹ Dạ thì Tử và tôi không có thư từ gì cho nhau nữa cả | ” |

Nguyên nhân của bức thư trên là do năm 1967, Quách Tấn công bố trên tạp chí Văn là cha bà Kim Cúc không chấp nhận Hàn Mạc Tử vì "không xứng mặt đông sàng" (môn đăng hộ đối). Đọc được sau 4 năm, bà Cúc lẽ ra im lặng nếu câu chuyện không bị đẩy quá xa: một đoàn hát đã đưa lên sân khấu và vai diễn cha mẹ đằng gái tỏ ra quá đanh đá, chua ngoa khi từ chối Hàn thi sĩ. Không cầm lòng, bà Kim Cúc biên thư cho Quách Tấn trách cứ vài điều nhẹ nhàng, trong đó nói rõ Hàn Mạc Tử và cha không làm việc cùng nhau, họ không gặp gỡ, quen biết nên không có chuyện chê "không xứng mặt đông sàng".

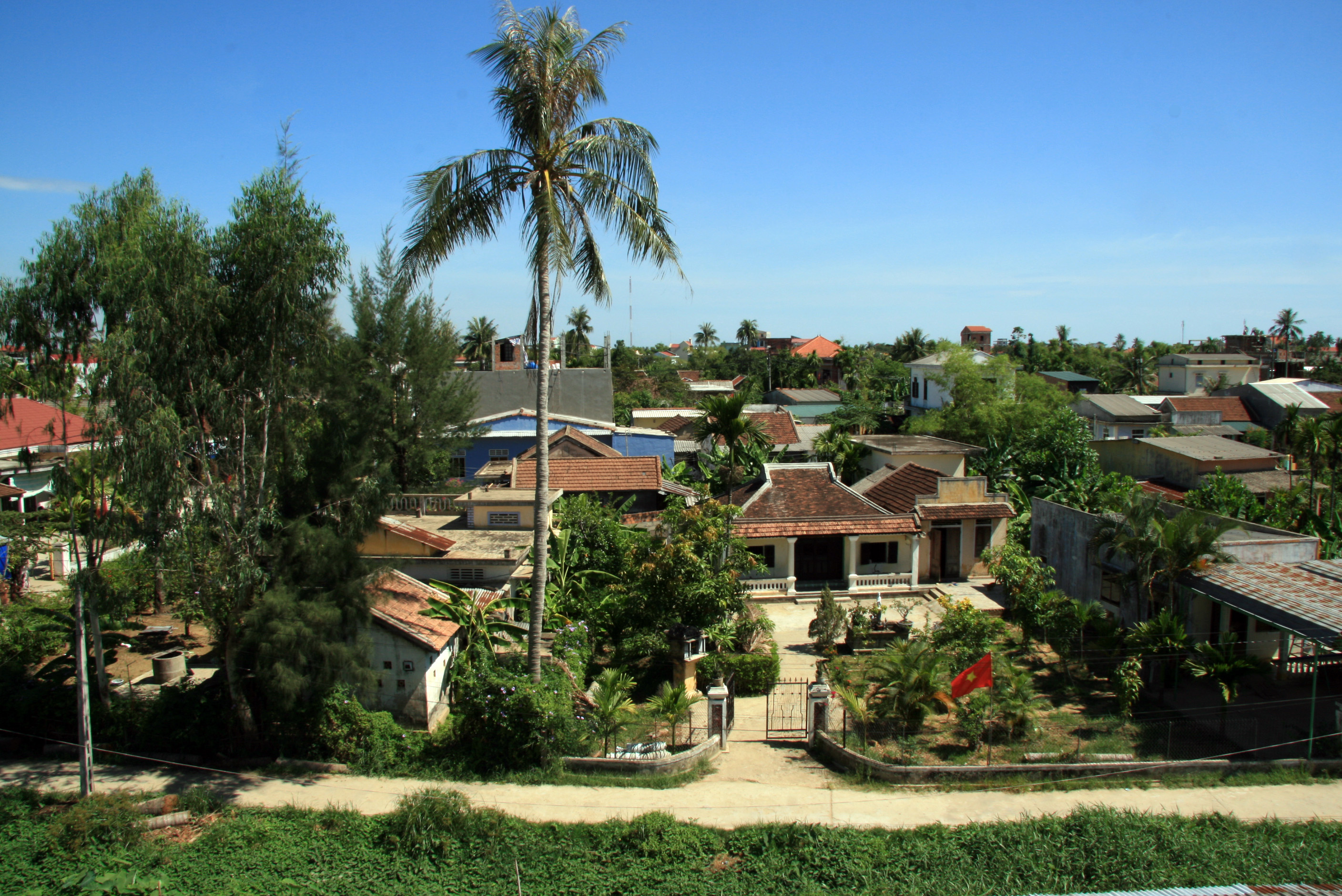
Toàn cảnh thôn Vĩ Dạ

## Trích nhận xét
- Với những hình ảnh biểu hiện nội tâm, bút pháp gợi tả, ngôn ngữ tinh tế, giàu liên tưởng, bài thơ Đây thôn Vĩ Dạ là bức tranh đẹp về một miền quê đất nước, là tiếng lòng của một con người tha thiết yêu đời, yêu người [7].

- Đây thôn Vĩ Dạ lấp lánh hương màu ẩn dụ: có nắng lên, có trăng đợi, có sương khói... đã ám ảnh vào tâm trí của chàng thơ tài hoa bạc mệnh. Dù sớm vội đi nhưng Hàn Mặc Tử cứ mãi yêu người, yêu đời với cả tấm lòng đắm say khát sống...[8].

- Đây thôn Vĩ Dạ là bài thơ nhẹ nhàng nhất của Hàn Mặc Tử trong tập Thơ Điên. Bởi lúc này, chàng đang trong thời kỳ bệnh tật, đau đớn điên cuồng cả thể xác lẫn tâm hồn. Thơ của chàng luôn luôn là những gào thét uất hận, nghẹn ngào...[3]
- Đây thôn Vĩ Dạ đang đẹp đẽ là thế, trọn vẹn là thế, bỗng bị xé lẻ ra một gió, một mây, một trăng, một thi nhân thả hồn ôm bóng một giai nhân...để rồi cuối cùng hoài nghi, hỏi người mà như tự vấn: "Ai biết tình ai có đậm đà?". Vậy chẳng phải đó là một thế giới hài hòa và đẹp, nhưng cũng thật mong manh, được thụ cảm bởi một nhà thơ mang trong mình một căn bệnh quái ác, giữa lúc tuổi còn quá trẻ, còn quá tha thiết với cõi đời? [9].
- Qua bài thơ trên, tên tuổi Hàn Mặc Tử gắn liền với thôn Vỹ, thôn Vỹ gắn liền với Cố đô, tất cả gắn liền làm một... Hàn Mặc Tử tả "Huế đẹp, Huế thơ" qua thôn Vỹ Dạ. Dưới ngòi bút của ông, Vỹ Dạ trở nên đẹp đẽ thơ mộng lạ thường... Dưới cái nhìn của Hàn Mặc Tử, cảnh vật dù có tầm thường nhỏ bé đến đâu, cũng trở nên có hồn, sinh động, lớn lao mang sắc hương diệu kỳ như một phép lạ, đẹp và thơ mộng đến nỗi ai cũng muốn về thăm một lần... "Đây thôn Vĩ Dạ" đầy ngập tình yêu, ánh sáng và tiếng thầm, hay nói một cách khác, tình yêu ánh sáng và tiếng thầm đã phối hợp với nhau để làm nên sự kỳ diệu cho "Đây thôn Vĩ Dạ" cũng như cho toàn bộ tác phẩm của Hàn Mặc Tử về mặt bút pháp...[10].

- Thơ Hàn Mặc Tử là hiện tượng phức tạp, không dễ thống nhất trong cách thẩm định và cắt nghĩa. "Đây thôn Vĩ Dạ" là bài thơ như vậy... Nhìn tổng thể, bài thơ có sự di chuyển tăng dần về phía cuối. Từ cõi thực chìm dần vào cõi mộng. Ngay từ đầu, cảnh và người thôn Vĩ cùng hiện ra như một hình dung trong mơ ước; đến khổ thứ hai đã tràn đầy mộng ảo, sang khổ thứ ba mộng toàn phần... Vì là sản phẩm của một trạng thái mơ, nên giữa các khổ thơ có vẻ "đầu ngô, mình sở", không tuân theo lô-gíc nào cả. Nó phi lô-gíc bề mặt, nó đồng hiện và đột hiện. Nhưng nó có lô–gíc chiều sâu: tiếng của một tình yêu tuyệt vọng, thảng thốt và đau đớn...[11].

## Phổ biến trong nghệ thuật
Cho đến nay, bài thơ Đây thôn Vĩ Dạ đã được ít nhất 8 nhạc sĩ phổ nhạc, đó là Phạm Duy, Hoàng Thanh Tâm, Phan Huỳnh Điểu, Võ Tá Hân, Nguyễn Thừa Thiên, Khúc Dương,Nguyễn Thị Quỳnh Liên (Gửi người thôn Vĩ), Phan Mạnh Quỳnh.
Bài thơ này cũng là một nguồn cảm hứng cho nhiều nhà thơ đời sau sáng tác thơ văn về thôn Vỹ và Huế, như bài Thương về miền Trung (Duy Khánh).